# ديسباخ باي بورن
ديسباخ باي بورن (بالألمانية: Diessbach bei Büren) هي بلدية ضمن مقاطعة سيلاند في كانتون برن بسويسرا. تبلغ مساحتها 6.30 كيلومتر مربع، ويقدر عدد سكانها بـ 996 نسمة (حسب تعداد ديسمبر 2015).